# Sadistic Village
Sadistic Village是創業於2007年3月的日本AV片商。主要是開發單體女優為主。公司地點位於日本東京都新宿區。原本是Soft On Demand（SOD）旗下的子公司，後來成為一家獨立的AV片商。

## 主要系列作品
- 羞恥系列
- 黑人FUCK系列

## 外部連結
- Sadistic Village 官方網站（页面存档备份，存于）